# 一人ぼっち (アルバム)
一人ぼっち（ひとりぼっち）は2004年2月4日に発売された安倍なつみの1枚目のオリジナル・アルバム。

## 内容
2004年1月25日にモーニング娘。を卒業後初のソロ活動第1弾作品。
4曲収録された「安倍 Version」は、過去にモーニング娘。メンバーとして、またはモーニング娘。在籍時に組んだ別ユニットでメインヴォーカルを務めた楽曲を、新たにレコーディングしたものである。
プッチベストのみの収録だった「トウモロコシと空と風」やソロ・デビュー・シングル「22歳の私」を収録。
企画ユニットと別名義で参加したシングル2曲（M-11・12）をボーナス・トラック的に収録している。

## 収録曲
- 作詞・作曲：つんく（11のみ作曲小室等）
- 編曲：小西貴雄(1,5,9,11,12)、前嶋康明(2)、鈴木俊介(3,8)、鈴木Daichi秀行(4,7)、河野伸(6)、高橋諭一(10)

1. 22歳の私 [4:57]
2. Memory 青春の光（安倍 Version） [5:04]
3. 恋した女の子どすえ [3:33]
4. 晴れ 雨 のち スキ ♡（安倍 Version） [4:44]
5. …ひとりぼっち… [4:23]
6. 黄色いお空でBOOM BOOM BOOM（安倍 Version） [4:32]
7. あなた色 [3:45]
8. トウモロコシと空と風 [4:16]
9. ふるさと（安倍 Version） [5:19]
10. 腕組んで帰りたい [4:47]
11. 母と娘のデュエットソング / おけいさんと安倍なつみ（モーニング娘。） [4:27]
12. ピ〜ヒャラ小唄 / プリンちゃん [4:44]

## 参加ミュージシャン
- 小西貴雄 - プログラミング&キーボード(1,9)、プログラミング(5,12)、ピアノ&プログラミング(11)
- 勝浦剛 - マニピュレーター(1,5,9,12)
- 朝井泰生 - ギター(1,11)
- つんく♂ - コーラス(1,8)
- CHRIS PARKER - ドラムス(2)
- WILL LEE - ベース(2)
- HIRAM BULLOCK - ギター(2)
- BASHIRI JOHNSON - パーカッション(2)
- 前嶋康明 - キーボード&プログラミング(2)
- D.J. RIZ - ターンテーブル(2)
- L THE HEADTOUCHA - ラップ(2)
- モーニング娘。 - コーラス(2,9)
- 鈴木俊介 - プログラミング&ギター(3)、ギター(8)
- 安倍なつみ - コーラス(3,5,7,10)
- 鈴木Daichi秀行 - ギター&プログラミング(4)、プログラミング(7)
- 矢口真里 - コーラス(4)
- 稲葉貴子 - コーラス(4,6,7,10)
- 河野伸 - プログラミング(6)
- 入江直之 - ベース(6)
- 稲葉政裕 - ギター(6)
- 荒木敏男 - トランペット(6)
- 竹野昌邦 - アルトサックス(6)
- 菊地成孔 - ソプラノ&テナーサックス(6)
- 野島英明 - パーカッション(6)
- bp - ラップ(6)
- 小林弌 - パーカッション(7)
- 佐野康夫 - ドラムス(8)
- 小松秀行 - ベース(8)
- 中西康晴 - ピアノ(8)
- 坂井秀彰 - パーカッション(8)
- 小林太 - トランペット(8)
- 河合わかば - トロンボーン(8)
- 竹上良成 - サックス(8)
- 古川望 - ギター(9)
- CHICA Strings - ストリングス(9)
- 高橋諭一 - プログラミング&ギター&コーラス(10)
- 松永俊弥 - ドラムス(10)
- 種子田健 - ベース(10)
- 酒井ミキオ - ウーリッツァー(10)
- JP'S - コーラス(10)
- 住吉中 - ベース(11)
- 岡田マサオ - ドラム(11)
- WAKAKO MAEJIMA - コーラス(12)
- 和智秀樹 - バラライカ&バンジョー(12)
- 高桑英世 - ピッコロ(12)